# Synagoge (Miroslav)
Koordinaten: 48° 56′ 43,1″ N, 16° 18′ 49,9″ O

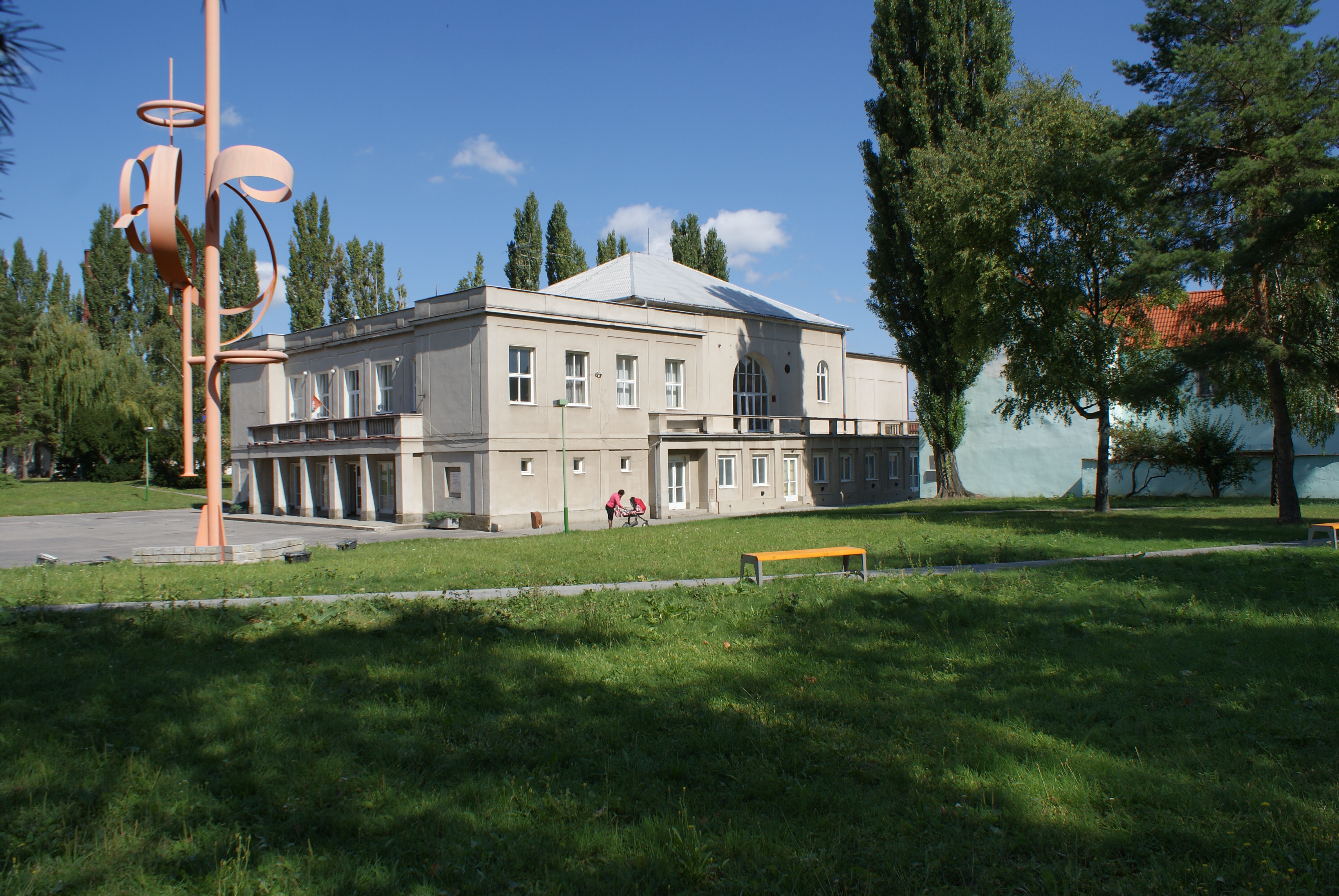
Synagoge in Miroslav

Der Synagoge in Miroslav (deutsch Mißlitz), einer Stadt in der Südmährischen Region in Tschechien, wurde von 1843 bis 1845 errichtet. Die profanierte Synagoge, die während des Zweiten Weltkriegs landwirtschaftlichen Zwecken diente, wird heute von der Stadt Miroslav als Kulturhaus genutzt.